# Leucocoprinus medioflavus
Leucocoprinus medioflavus är en svampart som först beskrevs av Jean Louis Emile Boudier, och fick sitt nu gällande namn av Marcel Bon 1976. Leucocoprinus medioflavus ingår i släktet Leucocoprinus och familjen Agaricaceae.   Inga underarter finns listade i Catalogue of Life.